# Patron
Patron (latinsky patronus) byl v antickém Římě pán ve vztahu ke svým klientům nebo propuštěncům. Označuje také vztah bývalých římských úředníků a vojevůdců k dobytým a spravovaným provinciím. Patron vystupuje v jejich zájmu v politice nebo jinak hájí jejich zájmy. Dále je známo, že patron byl správcem žen.
V obecné řeči se patronem rozumí též osoba či skupina osob, která určitým způsobem chrání či podporuje jiného člověka nebo skupinu osob – drží nad nimi patronát.

## Světský patron
V uměleckém prostředí je patron neboli mecenáš člověkem, který financuje či spolufinancuje životní i umělecké náklady určitého umělce, například spisovatele, sochaře či malíře. Dříve tak byli označováni také zaměstnavatelé herců u kočovných divadelních společností.
V prostředí katolické církve zakladatel kostela, kaple nebo jiného církevního úřadu se stával patronem a vůči založené věci požíval patronátní právo.

## Světci jako patroni
Patronem se v katolictví rozumí také světec, jemuž se přisuzuje přímluva nebo ochrana buď na určitém území, nad určitými osobami nebo v některé lidské činnosti. V ikonografii tuto přisuzovanou pomoc často představuje určitý symbolický předmět. Své patrony mají např. země, diecéze či jednotlivá města, řemesla anebo povolání.
Důvod přisouzení takového titulu je často velmi nejasný a vznikl zřejmě na základě lidové úcty k těmto postavám nebo odkazuje na jeho život a na jeho (případné) umučení.
Svatým či blahoslaveným jsou také zasvěcené kaple, kostely, baziliky a kláštery různých křesťanských denominací. Toto pojmenování – patrocinium – se obecně chápe i jako způsob prosby o ochranu označeného místa.
Hlavní patron české země je sv. Václav, který má sochu na Václavském náměstí v Praze. Dalšími národními patrony jsou z těch známějších například: sv. Anežka Česká, sv. Cyril a Metoděj, sv. Vojtěch, sv. Ludmila, sv. Jan Nepomucký, sv. Zdislava. Jednou ze spolupatronů Francie je Jana z Arku.